# Katie Morgan
Katie Morgan, pseudonimo di Sarah Carradine (Los Angeles, 17 marzo 1980), è un'attrice pornografica statunitense.

## Biografia e carriera pornografica
Morgan inizialmente si dà al porno per poter pagare la cauzione inflittale dopo esser stata arrestata per trasporto di 45 chilogrammi di marijuana dal Messico agli Stati Uniti nel 2000. La sua prima scena di sesso è stata in Dirty Debutantes 197. Ha partecipato a diverse produzioni, come A Real Sex Xtra: Pornucopia - Going Down the Valley, Katie Morgan on Sex Toys, Katie Morgan: Porn 101, Katie Morgan's Sex Tips: Questions, Anyone?, e inoltre il film documentario Katie Morgan: A Porn Star Revealed, in cui dichiarò di aver scelto il cognome Morgan in riferimento alla bevanda Captain Morgan's Rum, e il nome Katie in riferimento al secondo nome di Rossella O'Hara in Via col vento. Nel documentario affermò di avere un quoziente d'intelligenza di 165. Anche se non fu mai verificato, si notò la sua intelligenza nel quiz Howard Stern Show.
La sua prima apparizione in un film non pornografico fu in Zack & Miri - Amore a... primo sesso, insieme ai co-protagonisti Seth Rogen e Elizabeth Banks.
Morgan ha vinto il 2005 X-Rated Critics Organization Award per Unsung Sirena, ed è stata nominata la Jenna Jameson Crossover Star of the Year al 2009 AVN Awards. È stata designata per il 2003 AVN Best New Starlet Award. Nel 2008, a seguito del matrimonio con l'attore James "Jim" Jackman, conosciuto sul set di Zack & Miri - Amore a... primo sesso, ha annunciato il ritiro dall'industria. Nel settembre del 2015, dopo 7 anni di assenza, è rientrata del mondo pornografico, firmando un contratto con Nexxt Level Talent. Nel 2021 è stata inserita nella Hall of Fame dagli XRCO Awards, essendo già in quella degli AVN dal 2013.

## Riconoscimenti
- AVN Awards
  - 2009 – The Jenna Jameson Crossover Star Of The Year[9]
  - 2013 – Hall of Fame - Video Branch[7]
- XRCO Awards
  - 2005 – Unsung Siren[10]
  - 2021 – Hall of Fame[8]

Altri premi
- 2009 Mr. Skin Anatomy Award for Best Porn Star Gone Hollywood – Zack & Miri - Amore a... primo sesso[11]

## Filmografia
- Black Cravings 4 (2001)
- Cunt Hunt 1 (2001)
- Deep Oral Ladies 14 (2001)
- Ecstasy 6 (2001)
- Extreme Teen 17 (2001)
- Girls Home Alone 15 (2001)
- Goo Girls 4 (2001)
- Handjobs 9 (2001)
- Kelly the Coed 13 (2001)
- Liquid Gold 6 (2001)
- Luciano R.i.p (2001)
- More Dirty Debutantes 197 (2001)
- Nineteen Video Magazine 46 (2001)
- R.n. Underground (2001)
- Real Naturals 20 (2001)
- Try-a-teen 5 (2001)
- Young Muff 7 (2001)
- 18 and Confused 7 (2002)
- Babysitter 10 (2002)
- Barely Legal 22 (2002)
- Big Bottom Sadie (2002)
- Black Dicks In White Chicks 3 (2002)
- Chasing The Big Ones 12 (2002)
- Cheerleader Diaries 5 (2002)
- Coed Devirginizations 3 (2002)
- Craving for Black (2002)
- Deep Oral Ladies 17 (2002)
- Deep Oral Ladies 20 (2002)
- Dude Where's My Dildo (2002)
- Fantasy Ltd. (2002)
- Farmer's Daughters Down South (2002)
- Finally Legal 3 (2002)
- Four Finger Club 20 (2002)
- Fresh Meat 15 (2002)
- Good Girl Bad Girl (2002)
- Grrl Power 9 (2002)
- Hot Showers 3 (2002)
- Jail Babes 25 (2002)
- Just Say No (2002)
- Kelly the Coed 14 (2002)
- Lady Fellatio in the Doghouse (2002)
- Mason's Dirty TriXXX (2002)
- Melted Pink (2002)
- Mr. Bigg: White Diamonds (2002)
- My First Tennis Lesson (2002)
- Only 18 (2002)
- Papa Load's Blowjob Babes 4 (2002)
- Please Play Hard With Me (2002)
- POV 2 (2002)
- Purely 18 4: Teen Bang Bus (2002)
- Pussy Poppers 26 (2002)
- Pussyman's Decadent Divas 17 (2002)
- Pussyman's Face Sitting Fanatics 2 (2002)
- Pussyman's Face Sitting Fanatics 3 (2002)
- Pussyman's Hollywood Harlots 2 (2002)
- Pussyman's Large Luscious Pussy Lips 4 (2002)
- Real Female Orgasms 3 (2002)
- Smokin' 3 (2002)
- Sodomania: Slop Shots 12 (2002)
- Sorority Sex Kittens 6 (2002)
- Specs Appeal 4 (2002)
- Sticky Side Up 3 (2002)
- Teen Fantasies (2002)
- Teen Sensations 2 (2002)
- Teen Spirit 1 (2002)
- Teen Tryouts Audition 12 (2002)
- Teenland 2: Return To Glory (2002)
- Teenland 4: Erotic Journey (2002)
- Truly Nice Ass 2: Rack in the Back (2002)
- V-eight 3 (2002)
- Warehouse of Whores (2002)
- Wet 'n Frosty (2002)
- Women in Black 2 (2002)
- YA 25 (2002)
- Young Dumb and Full of Cum 9 (2002)
- Young Whores First TriXXX (2002)
- 100% Strap-On (2003)
- Amateur Angels 9 (2003)
- Charm School Brats (2003)
- Cheerleader Pink (2003)
- Cheerleader School (2003)
- Dawn of the Debutantes 12 (2003)
- Deep Oral Ladies 21 (2003)
- Dirty Dancers The Movie (2003)
- Dirty Little Cheaters (2003)
- Eye Candy 3 (2003)
- Fatt Entertainment Digital Magazine 3 (2003)
- Flash Flood 7 (2003)
- Girl Bang 2 (2003)
- Girl Time (2003)
- Girl Time Too (2003)
- Indecent Desires (2003)
- Just Over Eighteen 6 (2003)
- Loose Morals 2 (2003)
- Love And Bullets (2003)
- Naughty Little Nymphs (2003)
- North Pole 37 (2003)
- Older Women And Younger Women 2 (2003)
- Pop That Cherry 3 (2003)
- Pussyman's Large Luscious Pussy Lips 5 (2003)
- Real Female Orgasms 4 (2003)
- Scandal Of Nicky Eros (2003)
- Sex Drugs and Rock-n-Roll (2003)
- Sopornos 5 (2003)
- Space Nuts (2003)
- Suck The Cum Right Out My Balls 1 (2003)
- Summer Camp Sun Bunnies (2003)
- Surf Sand And Sex Too (2003)
- Terminally Blonde (2003)
- Up And Cummers 118 (2003)
- Whore of the Rings 2 (2003)
- Zodiac Rising (2003)
- 30 Days in the Hole (2004)
- Absolutely Adorable (2004)
- Amateur Angels 16 (2004)
- Blonde Eye for the Black Guy 2 (2004)
- Brotha's POV 1 (2004)
- Deep Throat This 22 (2004)
- Dirty Little Devils 1 (2004)
- Extreme Behavior 3 (2004)
- Girls Off the Hook (2004)
- Goin Deep 3 (2004)
- Grudge Fuck 2 (2004)
- High Desert Pirates (2004)
- I Cream On Genie 1 (2004)
- Inheritance (2004)
- Jerry Shagher Show (2004)
- Key Party (2004)
- KSEX Games 2004 (2004)
- Munch (2004)
- My Favorite Babysitters 2 (2004)
- My Living Doll (2004)
- Natural Teens 2 (2004)
- Out of Control (2004)
- Seven Year Itch (2004)
- She Devils In Pink (2004)
- Strap It to Me 3 (2004)
- Tails From The Hollywood Hills (2004)
- Tell Me What You Want 3 (2004)
- Tell Me What You Want 4 (2004)
- Uniform Babes: Conduct Unbecumming (2004)
- XXX Platinum Blondes 3 (2004)
- 31 Flavors (2005)
- Barely Legal All Stars 4 (2005)
- Big Titty Woman 1 (2005)
- Boy Meats Girl 3 (2005)
- Busty Beauties 15 (2005)
- Camp Cuddly Pines Power Tool Massacre (2005)
- Cotton Panties Half Off (2005)
- De-Briefed 1 (2005)
- Desperately Horny Housewives (2005)
- Dirty Movie (2005)
- Dream Lover (2005)
- Drive (2005)
- End Game (2005)
- Get Luckier (2005)
- Girl Crazy 5 (2005)
- Glamazon (2005)
- Helen Wheels (2005)
- High Def Lesbians (2005)
- Interracial Cum Junkies 3 (2005)
- Jenna's Favorite Fantasies (2005)
- Jessica Jaymes Loves Cock (2005)
- Justine's Red Letters (2005)
- KSEX 1: Sexual Frequency (2005)
- My First Blowjob (2005)
- No Man's Land 40 (2005)
- Obsessions Of Avy Scott (2005)
- Sex Across America 12 (2005)
- Sex Goddess (2005)
- Sex Thriller (2005)
- Sex Trek: Where No Man Has Cum Before (2005)
- Spring Break Sex Kittens (2005)
- Stacked and Packed (2005)
- Stormy Daniels' Private Eyes (2005)
- Strap it On Slip it In (2005)
- Summer School Sex Kittens (2005)
- Tongues and Twats 1 (2005)
- Unfaithful Secrets (2005)
- University Of Austyn 1 (2005)
- Wonderland (2005)
- All In (2006)
- American Daydreams 1 (2006)
- Bad Wives (2006)
- Black Label 41: God's Will (2006)
- Blonde Crack Attack (2006)
- Busty Beauties 20 (2006)
- Busty Beauties: All-Stars (2006)
- Busty Beauties: Lexi Marie Loves a Pearl Necklace (2006)
- Chronicles Of Nectar (2006)
- Clique (2006)
- Double Trouble (II) (2006)
- Federal Breast Inspectors (2006)
- For Love, Money Or A Green Card (2006)
- Gossip (2006)
- Hittin It Deep (2006)
- Hot Cherry Pies 3 (2006)
- Hottest Teens On The Planet (2006)
- Jesse Factor (2006)
- Krystal Therapy (2006)
- Love is Blue (2006)
- Mary Carey for Governor (2006)
- Mary Carey on the Rise (2006)
- McKenzie Made (2006)
- Mistaken Identity (2006)
- Monsters Of Cock (2006)
- Naked Illusions (2006)
- No Boys, No Toys 1 (2006)
- Pink Paradise 1 (2006)
- Postcards From The Bed (2006)
- Scandalous (2006)
- Secrets (2006)
- Sexpose' 3: Brittney Skye (2006)
- Sophia's All Girl Violation (2006)
- Sunny Lane Is Built for Filth (2006)
- University Of Austyn 2 (2006)
- Unwritten Love (2006)
- Velvet Tension (2006)
- All American Fuck Fest (2007)
- American Heroes (2007)
- Another Man's Wife (2007)
- Blonde Legends (2007)
- Busty Beauties: Fully Stacked (2007)
- Dancing with the Porn Stars (2007)
- Double Decker Sandwich 9 (2007)
- Fabulous (2007)
- Last Night (2007)
- Meet the Twins 8 (2007)
- One (2007)
- Perfect Match (2007)
- Phat Ass Tits 4 (2007)
- Spunk'd the Movie (2007)
- Supernatural (2007)
- Young Hot And Bothered (2007)
- Ashlynn Goes To College 2 (2008)
- Car Wash (2008)
- Cheating Affairs (2008)
- Cheating Wives 2 (2008)
- Desperate Housewhores: Butt Hole In One (2008)
- Erotic Ghost Whisperer (2008)
- Fired (2008)
- Fleshdance (2008)
- Foxtrot (2008)
- Greedy Girl 1 (2008)
- Zack & Miri - Amore a... primo sesso (Zack and Miri Make a Porno), regia di Kevin Smith (2008)
- Love Box (2008)
- Naughty and Uncensored (2008)
- No Man's Land: Girls in Love (2008)
- Nut Busters 10 (2008)
- Perversions 1 (2008)
- Pleasure Dome (2008)
- Teen MILF 3 (2008)
- That Voodoo That You Do (2008)
- When Cougars Attack 1 (2008)
- Who's Killing the Pets (2008)
- Young and Juicy Big Tits 5 (2008)
- All Girl Revue 6 (2009)
- Cougar-Ville 2 (2009)
- Dirty Blondes (II) (2009)
- Nut Busters 11 (2009)
- Stuff Dreams are Made Of (2009)
- Jugg World 2 (2010)
- Starlet Fever 3 (2010)
- Interracial Addicts (2011)
- Cuntry Girls (2012)
- Fuck Machine (2012)
- Strap It On (2012)
- This Ain't The Artist XXX (2012)
- To My Balls 2 (2012)
- Hot White Mommies (2013)
- Party Like A Porn Star (2013)
- So You Think You Can Dance: A XXX Parody (2013)